# Smeđa
Smeđa boja nastaje miješanjem žute, narančaste ili crvene boje s crnom ili sivom. Njezina je vrijednost u RGB-u (150, 75, 0) decimalno ili #964B00 heksadecimalno.
Smeđa je tipična boja primjerice jeseni i zemlje. Često se vidi u prirodi, drveću, tlu, boji ljudske kose, boji očiju i pigmentaciji kože. To je boja tamnog drveta ili bogatog tla. Prema istraživanjima javnog mnijenja u Europi i Sjedinjenim Državama smeđa je najmanje omiljena boja javnosti; često se povezuje s jednostavnošću, rustikalnošću, izmetom i siromaštvom. Pozitivnije asocijacije uključuju pečenje, toplinu, divlje životinje i jesen.